# 第三号掃海艇
|          | |
| 艦歴     | |
| 計画     | 大正9年度計画 |
| 起工     | 1922年8月1日 |
| 進水     | 1923年3月29日 |
| 竣工     | 1923年6月30日 |
| その後   | 1945年4月9日雷撃により沈没 |
| 除籍     | 1945年5月10日 |
| 性能諸元 | |
| 排水量   | 基準：600トン 公試：702トン |
| 全長     | 76.20m |
| 全幅     | 8.03m |
| 吃水     | 2.29m |
| 機関     | ロ号艦本式缶（石炭専焼）2基 直立3気筒3段膨張レシプロ2基 2軸、4,000馬力                                                                              |
| 速力     | 20.0ノット |
| 航続距離 | 12ノットで2,000海里 |
| 燃料     | 石炭：150トン |
| 乗員     | 97名 |
| 兵装     | 45口径三年式12cm砲 2門 40口径三年式8cm高角砲 単装1門 九一式爆雷投射機2基 爆雷投下台6基 爆雷18個 対艦式大掃海具2型 単艦式大掃海具3型、または機雷50個 |

第三号掃海艇（だいさんごうそうかいてい）は、日本海軍の掃海艇。第一号型掃海艇の3番艦。

## 艦歴
1922年（大正11年）8月1日、大阪鉄工所桜島工場で起工。1923年（大正12年）3月29日進水。同年6月30日に竣工。竣工時艇名は第三掃海艇、掃海艇に類別。1924年（大正13年）4月24日、第三号掃海艇に改称。
1937年（昭和12年）から1939年（昭和14年）まで日中戦争において華中の作戦に参加。1937年12月28日、南京下流烏龍山水道で触雷して損傷を受けた。太平洋戦争では、南方侵攻作戦、船団護衛に従事。
1945年（昭和20年）4月9日、「浮島丸」を護衛中に米潜「パーチー」の雷撃を受け沈没（岩手県大船渡湾口）。同年5月10日に除籍。

## 歴代艇長
※艦長等は『日本海軍史』第9巻・第10巻の「将官履歴」及び『官報』に基づく。
艤装員長
- 山田梅蔵 少佐：1923年3月10日[7] -

艇長
- 山田梅蔵 少佐：1923年6月30日[8] - 1923年12月1日[9]
- 木村昌福 大尉：1923年12月1日 - 1925年12月1日
- 園田昇 大尉：1925年12月1日[10] - 1926年12月1日[11]
- 小沢三良 大尉：1926年12月1日[11] - 1928年12月10日[12]
- 高橋棐 少佐：1928年12月10日[12] - 1929年11月30日[13]
- 橘雄次 大尉：1929年11月30日[13] - 1931年10月24日[14]
- 中村謙治 大尉：1931年10月24日[14] - 1932年12月1日[15]
- 後藤茂 大尉：1932年12月1日[15] - 1933年11月15日[16]
- 川島良雄 大尉：1933年11月15日 - 1934年11月15日
- 中杉清治 大尉：1934年11月15日[17] - 1935年10月15日[18]
- 清水逸郎 大尉：1935年10月15日[18] - 1936年12月1日[19]
- 浜中脩一 少佐：1936年12月1日[19] - 1938年2月21日[20]
- （兼）原口曻 少佐：1938年2月21日[20] - 1938年7月11日[21]
- 梶原正見 少佐：1938年7月11日 - 1938年7月28日
- 大河原肇 少佐：1938年7月28日[22] - 1938年12月15日[23]
- 山下正倫 少佐：1938年12月15日[23] - 1939年11月15日[24]
- 笹田兼雄 少佐：1939年11月15日[24] - 1940年11月15日[25]
- 青野重郎 大尉：1940年11月15日[25] - 1941年9月20日[26]
- 仁木伊三郎 予備大尉：1941年9月20日[26] -